# 沼田城

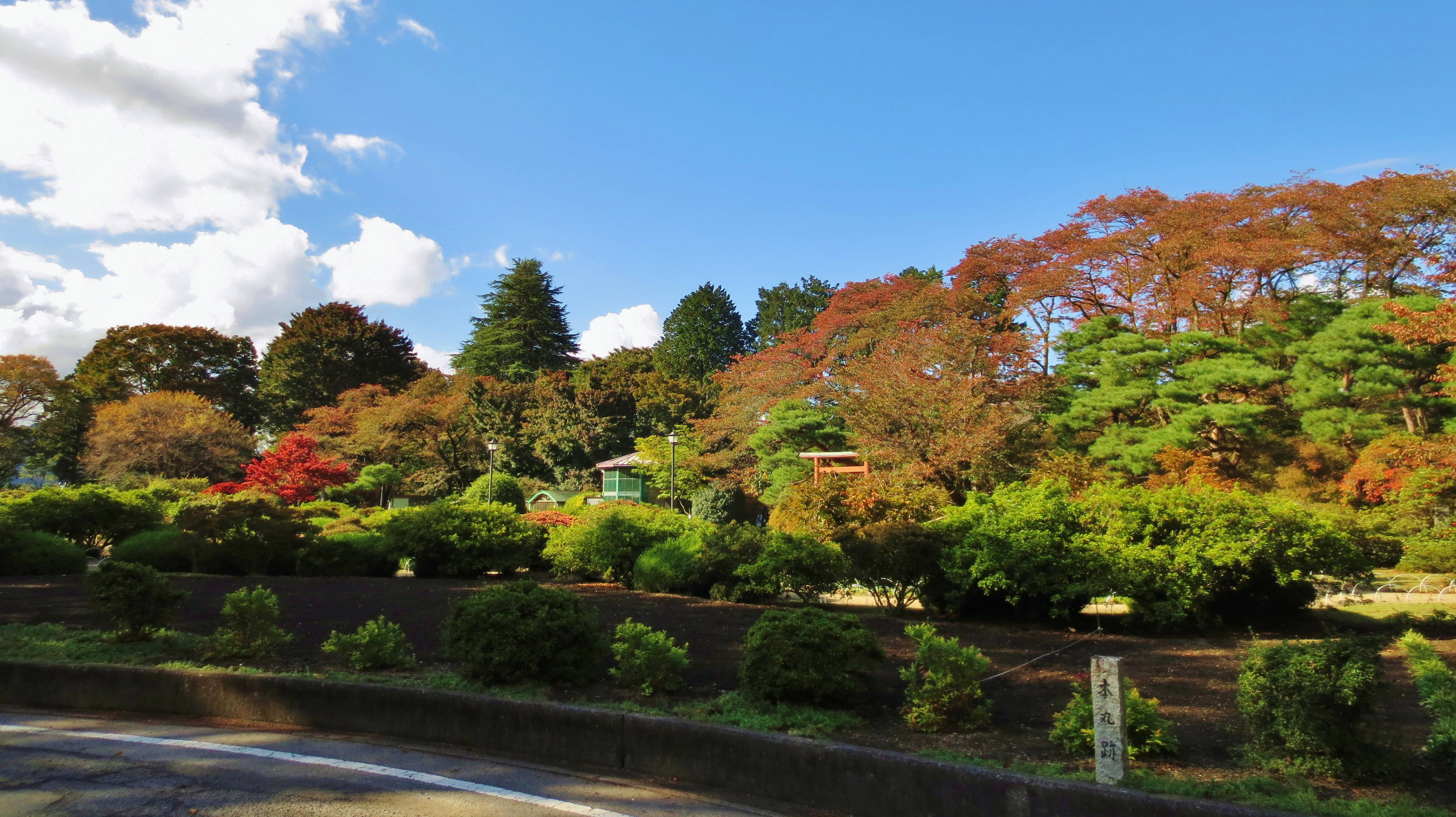
本丸跡

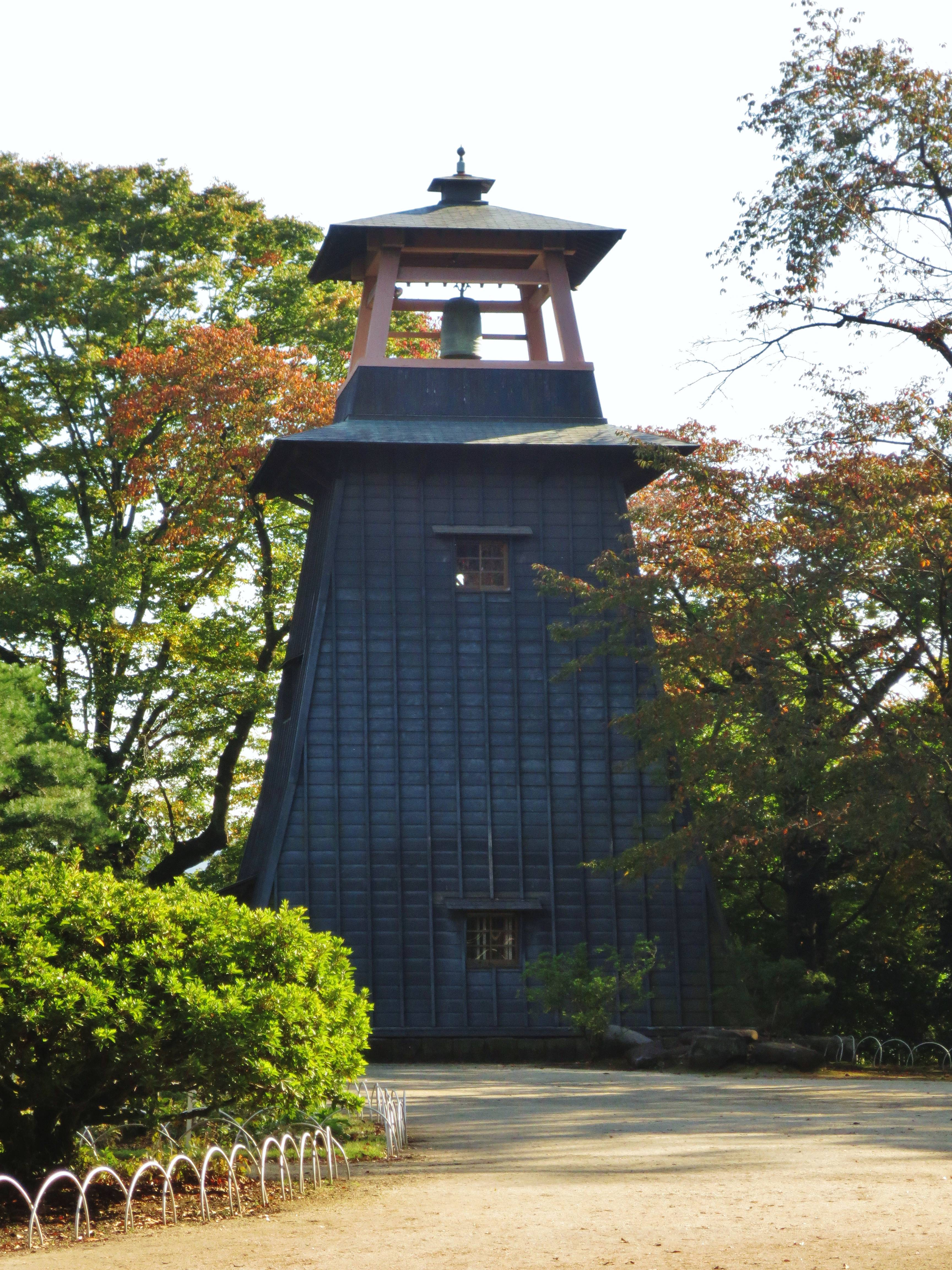
鐘楼

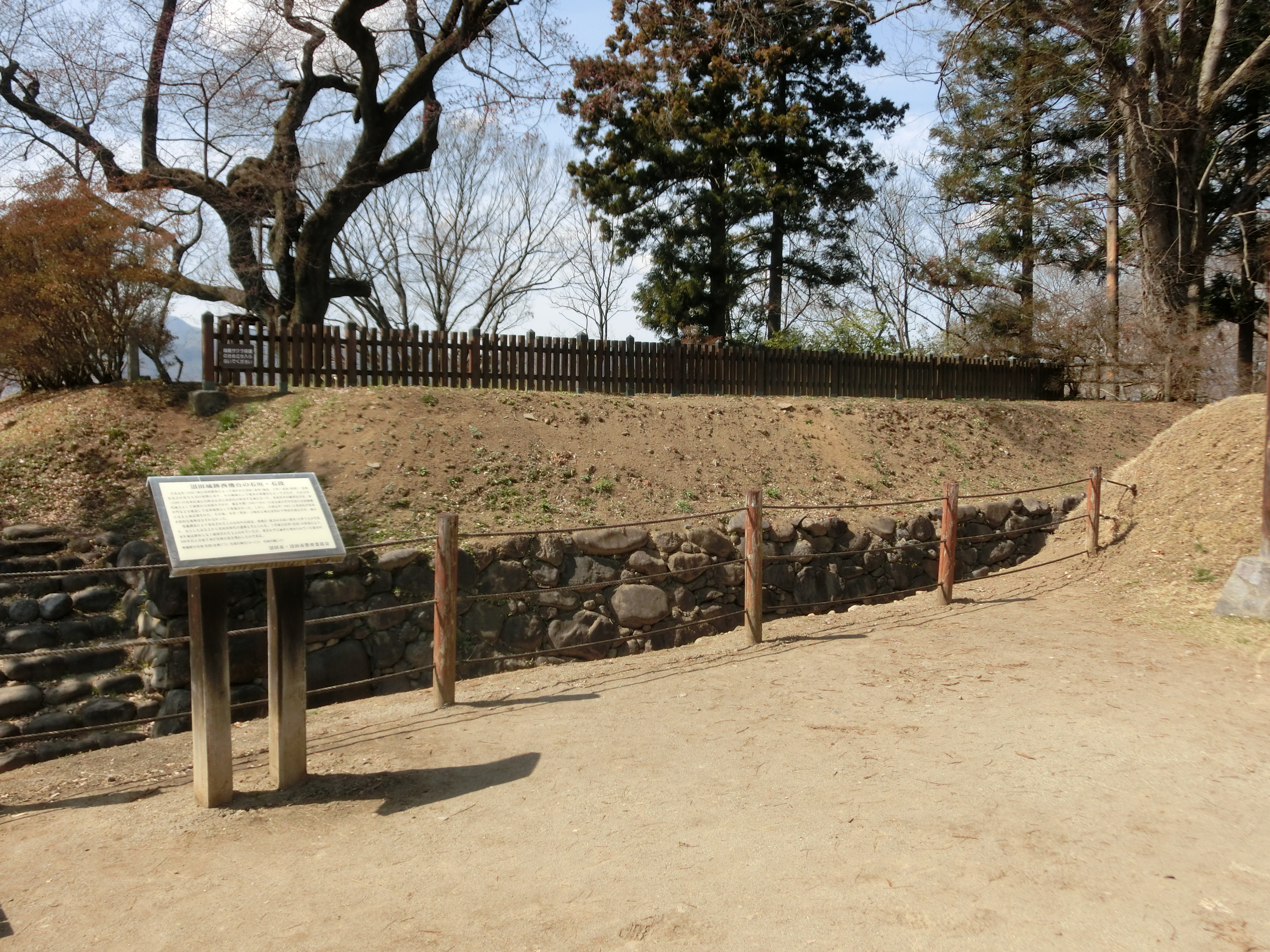
石垣

沼田城（ぬまたじょう）は、群馬県沼田市（上野国利根郡）にあった日本の城（丘城）。1976年（昭和51年）3月30日、沼田市指定史跡。幾つかの守護城に囲まれた堅城である。沼田氏の居城として建築され、戦国時代後期から江戸時代初期にかけて真田氏の沼田領支配の拠点として機能した。沼田藩の藩庁。はじめは倉内城と称した。2017年（平成29年）には、続日本100名城（116番）に選定された。

## 概要
群馬県沼田市倉内にあり、利根川と薄根川の合流点の北東、河岸段丘の台地上に位置する丘城。二つの川側は約70mほどの崖となっており、典型的な崖城でもある。
沼田は北関東の要衝であり、軍事上の重要拠点として上杉氏・後北条氏・武田氏といった諸勢力の争奪戦の的となった。本能寺の変後は真田信幸の支配城として、後北条氏と争った。
江戸時代に城主は真田家5代、天領、本多家3代、黒田氏（譜代大名）2代を経て、土岐氏12代目に明治維新を迎えている。真田氏時代には5層の天守や3層の櫓が建てられたが、時代とともに縮小し、本多氏時代には三の丸を改修して館を建てる程度の規模になった。
明治維新後、1916年に旧沼田藩士の家の久米民之助によって城地が購入され整備された。1926年には沼田町（沼田市）に寄付され、現在は沼田公園となっている。

## 歴史・沿革
- 1532年 - 沼田顕泰により築城され、沼田氏の拠点となる。
- 1560年以前 - 山内上杉氏没落と後北条氏による上野進攻のなかで、どちらに属すかを巡り沼田氏がお家騒動を起こす。後北条方側が勝ち後北条氏出身の沼田康元が城主となる。
- 1560年 - 長尾景虎（上杉謙信）が越山し沼田城を落とす。沼田顕泰は沼田の国人（沼田衆）を率いる立場になったが城は景虎の直属（上杉家の「沼田三人衆」と呼ばれる上野家成、河田重親、松本景繁による城代支配）となる。
- 1569年 - 『加沢記』ではこの年に沼田氏のお家騒動が起こり、隙をついて上杉氏が沼田城を支配し、本庄秀綱による城代支配になる。後北条氏との関連は記述されない。ただし後世史料のため年代などが疑問視される。
- 1578年 - 謙信死後に起こった御館の乱により沼田城を後北条氏が制圧。城代に猪俣邦憲、金子泰清らを置く。同年、甲越同盟の成立で上杉景勝が武田氏の沼田攻略を承認し、真田昌幸が攻略の命を受ける。
- 1580年 - 昌幸が城代の泰清に調略を仕掛け、また昌幸の叔父・矢沢頼綱が沼田に攻め入ってこれを無血開城させ、武田氏が沼田を支配下におく。同年、後北条方と由良氏の支援を得た、顕泰の子・沼田景義が沼田城奪還を目指して挙兵するが、昌幸の謀略により、泰清に殺害される。これによって沼田氏は滅亡する。
- 天正10年（1582年） - 3月、織田氏・徳川氏連合軍の武田領侵攻により武田氏が滅亡し、その功により、織田家臣・滝川一益が武田遺領のうち上野国一国と信濃佐久郡・小県郡を与えられる。これにより、沼田城は滝川家臣・滝川益重の城となる。同年6月の本能寺の変を経て、武田遺領をめぐる「天正壬午の乱」が発生する。天正壬午の乱において沼田城は後北条家に降った真田昌幸の支配となり、徳川氏と後北条氏の間で沼田領帰属問題が持ち上がるが、昌幸はいずれの提案も拒否し、上杉氏の傘下に入る。これは後年の徳川氏との上田合戦や後北条氏による度重なる侵攻を招くことになるが、いずれも退ける。
- 1589年 - 豊臣秀吉の裁定により後北条氏の支配となり、秀吉家臣の津田盛月と富田一白、徳川家康家臣の榊原康政の立ち合いの下、真田氏から北条氏に引き渡され、猪俣邦憲が再び城代となる。しかし、同年に邦憲が昌幸の名胡桃城を略奪したことで、豊臣氏による小田原征伐が起こる。
- 1590年 - 北条征伐の戦後処理において、沼田城は真田氏に返還され、家康養女の婿である真田信幸（昌幸長男）が支配する。
- 1597年 - 信幸が城郭整備をする。
- 1600年 - 関ヶ原の戦いにて、東軍についた信幸（以降信之に改名）が改易となった昌幸の上田領も合わせて継承し、沼田と合わせ9万5千石の上田藩として立藩する（信之は引き続き沼田城を本拠とする）。この前後（1597年（慶長2年）と1607年（慶長12年）説がある）、五層の大天守を築く。
- 1615年 - 大坂夏の陣を期に、信之は上田に本拠を移す。沼田城は、長男・信吉が城主となる。
- 1622年 - 信之が松代藩13万石へ加増移封。沼田領は引き続き真田領とし、松代藩の分領として継続。
- 1638年 - 信吉の死後、その嫡子である熊之助が跡を継ぐが早世し、信之の次男・信政（信澄）が沼田領を継承する。
- 1656年 - 信之が隠居し、信政が松代藩藩主となる。沼田領は、信吉の子・信利が継承。
- 1658年 - 信政が死去し、その相続を巡って真田本家と真田信利との間でお家騒動が起こる。これを機に沼田領は沼田藩として独立した。信利が初代藩主となる。
- 1658年 - 松代藩への対抗意識から再検地を行い、元来は表高3万石だったところを松代藩より多い14万4千石（実質は6万石余）として届ける。のち、同じく対抗意識から江戸の藩邸も松代藩邸に引けをとらぬ豪奢な造りに改装した。
- 1681年 - 信利の暴政と、10月納期の江戸両国橋架け替えの用材調達の遅延を理由に改易され、沼田藩は廃藩にされる。以降1703年まで天領となる。
- 1682年 - 沼田城は破却され、堀も埋められる。
- 1703年 - 本多正永が入封し、沼田藩2万石として再興される。以降、黒田氏、土岐氏と沼田藩の藩庁として存続するが、城の本格的な復興はなされないまま、明治の廃藩置県に至る。
- 1916年 - 旧沼田藩士の家の久米民之助が城地を購入し、公園として整備。1926年に沼田市へ寄贈され、現在は沼田公園となっている。
- 1976年 - 沼田市指定文化財（史跡）に指定された。
- 2017年 - 続日本100名城（116番）に選定された[2]。

### 小松姫の逸話
小松姫（稲姫）は徳川四天王の本多忠勝の娘であり真田昌幸の長男･真田信幸の妻である。
関ヶ原の戦いの直前、下野国犬伏で真田父子三人が合議し、父昌幸と信繁は西軍、信之は東軍につくことが決した。昌幸は犬伏を発ち、上田への帰路桐生辺りで「沼田に寄り孫に会いたい」と言い出し、そのまま沼田城を訪れた。小松姫は「たとえ舅であっても敵である」ということから、武装した姿で対応し城門を開かず追い返した。後に、自ら子供を連れて昌幸のもとを訪れ、舅の願いを叶えた。このことについて、昌幸・信繁は大いに感心したと言う。
一方で昌幸には沼田城に立ち寄りそのまま城を奪取する意図があった、小松姫はそれを見越した上で穏便に解決した、とも言われる。

### 遺構

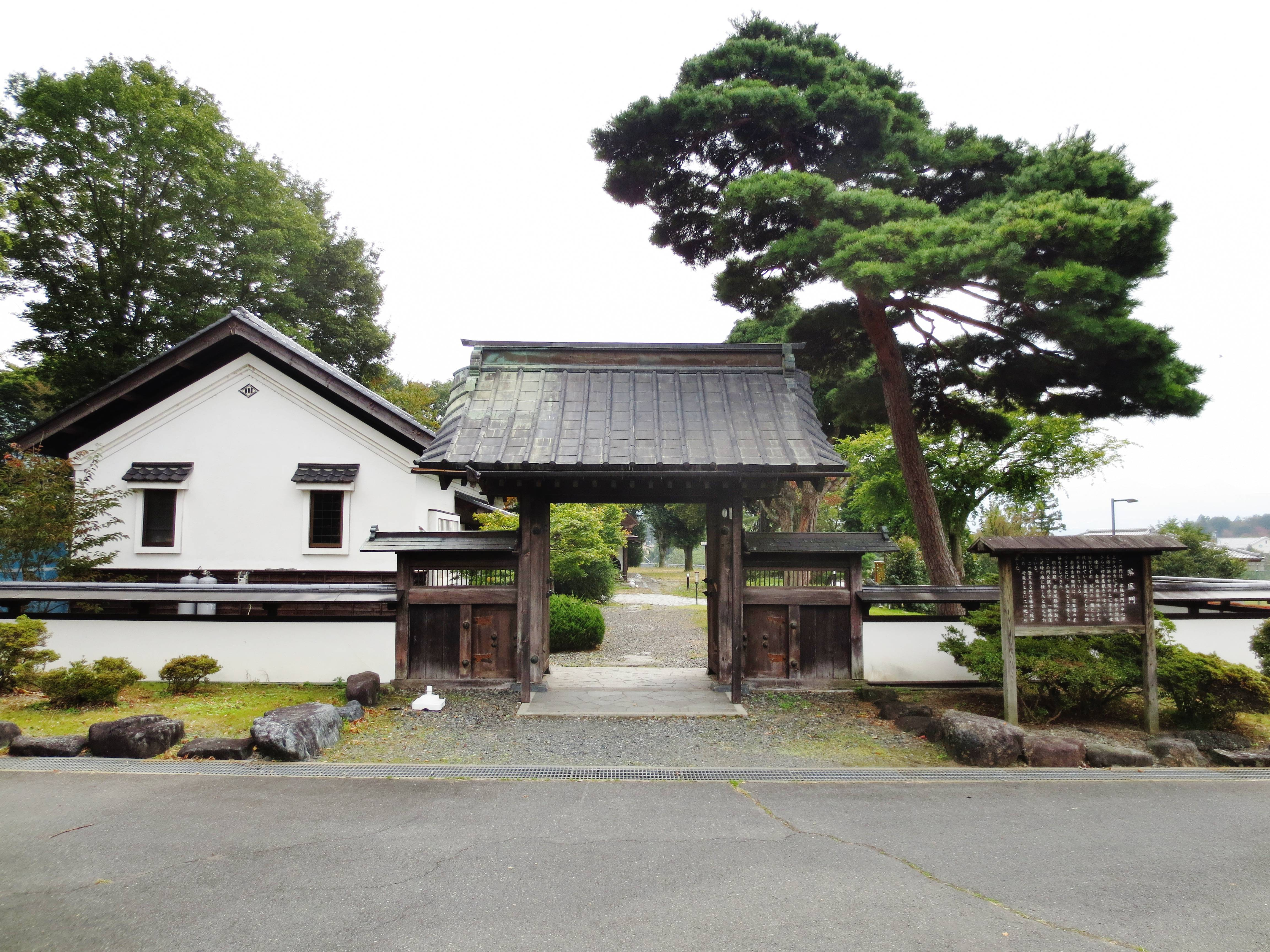
薬医門（川場村）

現存建物として城門が群馬県川場村に1棟、川場村以外に3棟ほどが移築されている。
また本丸跡に鐘櫓が復元されているが、この鐘櫓の鐘は複製である。1634年に真田信吉が鋳造させた「城鐘」そのものは現存し、群馬県指定重要文化財に指定されている。この鐘は廃城ののち寺社で保存されていたが、旧沼田町役場敷地内の「時鐘（ときのかね）」に流用され、市内の公民館で保存されたのち、2019年にテラス沼田内に開館した沼田歴史資料館で展示されている。

## 関連作品
歌謡浪曲
- 長編歌謡浪曲　真田軍記　沼田城物語（三波春夫）
- 長編歌謡浪曲　続・沼田城物語　関ケ原前夜（三波春夫）

ゲーム
- ご当地アプリ　真田のやぼう　3D沼田城